# راجورا
راجورا (به انگلیسی: Rajura) یک منطقهٔ مسکونی در هند است که در بخش چاندراپور واقع شده‌است. راجورا ۲۸٬۸۸۱ نفر جمعیت دارد و ۱۸۱ متر بالاتر از سطح دریا واقع شده‌است.